# Mujer de la alcoba

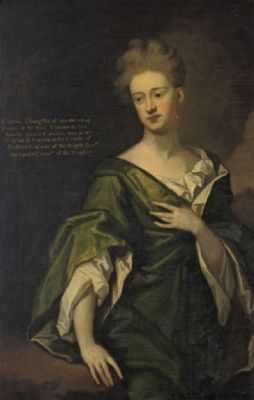
Charlotte Clayton, baronesa Sundon, mujer de la alcoba de la Reina Carolina de Brandeburgo-Ansbach.

Mujer de la alcoba (en inglés: Woman of the Bedchamber) es un término usado en la Casa Real del Reino Unido que se utiliza para describir a una mujer (generalmente la hija de un noble) que asiste a una reina reinante, una reina consorte o una reina madre, en el papel de dama de compañía. Las reinas también tienen damas de la alcoba (generalmente esposas o viudas de nobles por encima del rango de conde), que es un puesto superior al de la mujer de la alcoba, y la dama de compañía principal es la dama del guardarropa. En el uso diario, estas mujeres reciben el nombre de damas de compañía. Las mujeres de la alcoba por lo general son de asistencia regular, pero la dama del guardarropa y las damas de la alcoba, normalmente solo se requieren para ocasiones ceremoniales. Las mujeres más jóvenes de la familia real también cuentan con amigas para ayudarles en actos públicos, que sólo se conocen como damas de compañía. La mujer de la alcoba de la reina Isabel II del Reino Unido fue Lady Susan Hussey, baronesa Hussey del norte de Bradley. Lady Susan también es madrina del príncipe Guillermo de Gales.